# 少女潘金莲
《少女潘金莲》（英語：The Amorous Lotus Pan）是1994年上映的一部香港艷情片，由李翰祥執導，單立文、甘海、黄美贞、金仁淑、田青主演，改编自明朝兰陵笑笑生《金瓶梅》和施耐庵《水浒传》。

## 剧情
孩提时的潘金莲被卖入张地主家做丫鬟。潘金莲青春少女之时，相貌美艳，惹來张地主的垂涎，一日，他把潘金莲奸污，但是被妻子余氏捉奸在床，余氏大怒之下决计惩罚潘金莲，把她许配给了当地最丑的男人武大郎。武大郎身材矮小，容貌丑陋，不能满足潘金莲的性欲。
武大郎的弟弟武松在景阳冈打死老虎成为英雄后回到家中，潘金莲见其相貌英俊，身材挺拔，心生爱慕。一日，趁着武大郎外出卖烧饼，潘金莲下蒙汗药把武松迷奸，武松醒来之后，得知潘金莲與其發生性行为，痛骂潘金莲不守妇道，而后离家出走。
一日，潘金莲不小心把手中的晾衣杆掉落在财主西门庆的头上，由此和西门庆相识，经邻居王婆的撮合，两人常常在王婆家通奸。卖梨子的郓哥发觉了此事，告诉武大郎，武大郎将他们捉奸在床，西门庆逃跑时，一脚踢翻武大郎，武大郎因此卧病在床，为了解决后顾之忧，王婆、西门庆、潘金莲三人用毒毒死了武大郎。武大郎死后，潘金莲嫁给西门庆，做了西门庆的妾。西门庆因为纵欲过度暴死。潘金莲又和西门庆的女婿通奸，被西门庆的妻子得知后，将她卖给了王婆。此时，武松回到家中，看到哥哥武大郎不明不白的死亡，决心查案，他巧妙地从街坊邻居的口中得知王婆和潘金莲的恶行，砍死了王婆、潘金莲和西门庆，随后去县衙自首。

## 演員
- 单立文 飾 武松/西門慶
- 黄美贞 飾 潘金莲
- 金仁淑 飾 王婆
- 甘海
- 田青

## 幕后
单立文从《潘金莲之前世今生》开始，陆续在《金瓶风月》、《少女潘金莲》、电视剧《恨锁金瓶》、台湾版《金瓶梅》中都出演“西门庆”。